# Girondins de Bordeaux - Olympique de Marseille en football
L'opposition des Girondins de Bordeaux contre l'Olympique de Marseille, surtout sportive, prend ses racines dans les années 1980 lorsque les deux équipes étaient à leur apogée et se disputèrent le titre de champion pendant plusieurs saisons. La confrontation prit une intensité plus forte avec la présence de deux présidents charismatiques des deux côtés : Claude Bez à Bordeaux et Bernard Tapie à Marseille.
L'épisode le plus marquant fut le 14 avril 1990 où Claude Bez arriva au Stade Vélodrome en Cadillac immatriculée 11 GB 33 et traversa toute la tribune Jean Bouin pour s'asseoir à sa place. Ce soir-là, l'Olympique de Marseille gagna le match 2-0 (Buts de Jean-Pierre Papin et Chris Waddle).
Le geste de Claude Bez à Marseille est resté comme un symbole de fierté girondine et de défi à l’OM. 
En 1987, les Girondins sont champions devant les Marseillais et en 1990, les Marseillais sont sacrés devant les Girondins. La rivalité prit du plomb dans l'aile en raison de la descente de Bordeaux en seconde division alors que le déficit du club atteignait 300 millions de francs.
En raison de l'affaiblissement du niveau des deux clubs dans les années 1990 et 2000, les confrontations à forte intensité furent plus rares. Notons quand même les éditions 1999 et 2009 du Championnat qui virent les Girondins remporter le titre devant les Marseillais et ce à chaque fois à la dernière journée. Cependant, en 2010, l'OM remporte la Coupe de la Ligue de football face à Bordeaux sur le score de 3-1, décrochant son premier trophée depuis 17 ans.
Cette confrontation entre les deux équipes se remarque surtout par le fait que les Girondins sont restés invaincus à domicile face aux Marseillais pendant 44 ans (entre le 1er octobre 1977 et le 7 janvier 2022). Cette victoire marseillaise s'était soldée sur le score de 1-2, avec la grave blessure de Daniel Jeandupeux (une double fracture ouverte du tibia) à la suite d'une faute de Marc Berdoll. La dernière en date, s'étant soldée sur le score de 0-1, grâce à un but de Cengiz Ünder.
Depuis la saison 2022/2023, après une relégation sportive, les Girondins de Bordeaux évoluent en Ligue 2. De ce fait, les deux clubs ne se rencontrent plus de manière régulière.

## Liste des matchs depuis 2008
| Date              | Match                    | Match | Match                    | Compétition                |
| ----------------- | ------------------------ | ----- | ------------------------ | -------------------------- |
| 4 mai 2008        | Olympique de Marseille   | 1 - 2 | FC Girondins de Bordeaux | Ligue 1                    |
| 13 septembre 2008 | FC Girondins de Bordeaux | 1 - 1 | Olympique de Marseille   | Ligue 1                    |
| 8 février 2009    | Olympique de Marseille   | 1 - 0 | FC Girondins de Bordeaux | Ligue 1                    |
| 21 juillet 2009   | Olympique de Marseille   | 1 - 2 | FC Girondins de Bordeaux | Match amical               |
| 30 août 2009      | Olympique de Marseille   | 0 - 0 | FC Girondins de Bordeaux | Ligue 1                    |
| 17 janvier 2010   | FC Girondins de Bordeaux | 1 - 1 | Olympique de Marseille   | Ligue 1                    |
| 27 mars 2010      | Olympique de Marseille   | 3 - 1 | FC Girondins de Bordeaux | Coupe de la Ligue (finale) |
| 29 août 2010      | FC Girondins de Bordeaux | 1 - 1 | Olympique de Marseille   | Ligue 1                    |
| 16 janvier 2011   | Olympique de Marseille   | 2 - 1 | FC Girondins de Bordeaux | Ligue 1                    |
| 10 décembre 2011  | Olympique de Marseille   | 0 - 0 | FC Girondins de Bordeaux | Ligue 1                    |
| 21 avril 2012     | FC Girondins de Bordeaux | 2 - 1 | Olympique de Marseille   | Ligue 1                    |
| 18 novembre 2012  | FC Girondins de Bordeaux | 1 - 0 | Olympique de Marseille   | Ligue 1                    |
| 5 avril 2013      | Olympique de Marseille   | 1 - 0 | FC Girondins de Bordeaux | Ligue 1                    |
| 22 décembre 2013  | Olympique de Marseille   | 2 - 2 | FC Girondins de Bordeaux | Ligue 1                    |
| 10 mai 2014       | FC Girondins de Bordeaux | 1 - 1 | Olympique de Marseille   | Ligue 1                    |
| 23 novembre 2014  | Olympique de Marseille   | 3 - 1 | FC Girondins de Bordeaux | Ligue 1                    |
| 12 avril 2015     | FC Girondins de Bordeaux | 1 - 0 | Olympique de Marseille   | Ligue 1                    |
| 20 décembre 2015  | FC Girondins de Bordeaux | 1 - 1 | Olympique de Marseille   | Ligue 1                    |
| 10 avril 2016     | Olympique de Marseille   | 0 - 0 | FC Girondins de Bordeaux | Ligue 1                    |
| 30 octobre 2016   | Olympique de Marseille   | 0 - 0 | FC Girondins de Bordeaux | Ligue 1                    |
| 14 mai 2017       | FC Girondins de Bordeaux | 1 - 1 | Olympique de Marseille   | Ligue 1                    |
| 19 novembre 2017  | FC Girondins de Bordeaux | 1 - 1 | Olympique de Marseille   | Ligue 1                    |
| 18 février 2018   | Olympique de Marseille   | 1 - 0 | FC Girondins de Bordeaux | Ligue 1                    |
| 5 février 2019    | Olympique de Marseille   | 1 - 0 | FC Girondins de Bordeaux | Ligue 1                    |
| 5 avril 2019      | FC Girondins de Bordeaux | 2 - 0 | Olympique de Marseille   | Ligue 1                    |
| 19 juillet 2019   | Olympique de Marseille   | 2 - 1 | FC Girondins de Bordeaux | Match amical               |
| 8 décembre 2019   | Olympique de Marseille   | 3 - 1 | FC Girondins de Bordeaux | Ligue 1                    |
| 2 février 2020    | FC Girondins de Bordeaux | 0 - 0 | Olympique de Marseille   | Ligue 1                    |
| 17 octobre 2020   | Olympique de Marseille   | 3 - 1 | FC Girondins de Bordeaux | Ligue 1                    |
| 14 février 2021   | FC Girondins de Bordeaux | 0 - 0 | Olympique de Marseille   | Ligue 1                    |
| 15 août 2021      | Olympique de Marseille   | 2 - 2 | FC Girondins de Bordeaux | Ligue 1                    |
| 7 janvier 2022    | FC Girondins de Bordeaux | 0 - 1 | Olympique de Marseille   | Ligue 1                    |

## Statistiques
|                                                          | Confrontations | Victoires de Marseille | Matchs nuls | Victoires de Bordeaux | Buts de Marseille | Buts de Bordeaux |
| -------------------------------------------------------- | -------------- | ---------------------- | ----------- | --------------------- | ----------------- | ---------------- |
| Matchs du championnat de France se déroulant à Marseille | 52             | 29                     | 18          | 5                     | 93                | 38               |
| Matchs du championnat de France se déroulant à Bordeaux  | 52             | 4                      | 16          | 32                    | 40                | 98               |
| Total championnat de France                              | 104            | 33                     | 34          | 37                    | 133               | 136              |

## Comparaison
| Équipe    | Championnat | Coupe de France | Coupe de la Ligue | Trophée des champions | Coupes européennes |
| --------- | ----------- | --------------- | ----------------- | --------------------- | ------------------ |
| Bordeaux  | 6           | 4               | 3                 | 2                     | 0                  |
| Marseille | 9           | 10              | 3                 | 2                     | 1                  |

## Quelques matchs mémorables
- 1er octobre 1977, Bordeaux 1-2 Marseille : L'OM vient à Bordeaux fort d'une série de 5 matchs sans défaite (dont une victoire à Monaco, chez le futur champion). Les Girondins ont connu un début de saison difficile, avec notamment quelques lourdes défaites (0-4 face à Monaco, 3-5 contre Nice à domicile) et restent sur une lourde défaite 3-0 à Strasbourg [4] avant de recevoir l'OM. Les Bordelais ouvrent le score juste avant la mi temps sur un pénalty d'Alain Giresse, mais les Marseillais retournent la situation en 2e mi temps, Marc Berdoll égalise, et Victor Zvunka donne la victoire aux Marseillais en marquant de la tête à 20 minutes de la fin. Dans la foulée, Daniel Jeandupeux se blesse gravement à la suite d'un contact avec Berdoll et doit sortir sur civière. Cette blessure l'obligera à mettre fin à sa carrière.

- 22 mars 1980, Bordeaux 2-0 Marseille : trois ans plus tard, la situation a bien changé, Bordeaux joue les places européennes alors que Marseille se bat pour ne pas descendre en D2. C'est un OM en position de relégable qui se déplace en Gironde face à des Bordelais proches de l'Europe. C'est la 2e saison de Claude Bez à la tête des Girondins de Bordeaux et plusieurs internationaux sont arrivés à Bordeaux lors de cette saison, dont Albert Gemmrich et Bernard Lacombe qui marquent les deux buts de la victoire bordelaise en 1ere mi temps[5]. Bordeaux finira sixième, l'OM terminera 19e et descendra en D2 en fin de saison.

- 23 février 1985, Marseille 0-1 Bordeaux : En cette saison 1984-1985, les deux équipes n'évoluent pas dans la même catégorie. L'OM, après 4 années passées en D2, se bat pour assurer son maintien au plus vite parmi l'élite. Pour cela, le club marseillais mise sur les Minots, les joueurs formés au club qui ont permis la remontée, comme José Anigo, Jean-Charles De Bono ou encore Abdoulaye Diallo, encadrés par des joueurs plus expérimentés comme Jean-Louis Zanon ou l'ancien Bordelais François Bracci. Bordeaux, de son côté, est champion en titre, compte des vedettes dans son effectif, comme Giresse, Tigana et Müller. Les Girondins sont leaders au moment de se rendre au Vélodrome et restent sur six victoires d'affilée en championnat, dont une au Parc des Princes. Dans un stade bien rempli, ce sont des Bordelais expérimentés qui s'imposent logiquement 1-0 face à une jeune équipe marseillaise trop timorée pour espérer faire un résultat[6]. Léonard Specht inscrit l'unique but du match juste après la reprise à la suite d'un une-deux avec Müller. C'est la première victoire des Girondins de Bordeaux à Marseille en championnat de 1re division.

- 30 avril 1986, Bordeaux 2-1 (a.p.) Marseille : Les deux équipes se retrouvent en finale de la Coupe de France après une saison éprouvante. Les Bordelais ont terminé 3e à 7 points du Paris SG alors que Marseille termine 12e. Trois semaines avant la finale, les Girondins, privés de Giresse et Lacombe, sont écrasés 4-0 au Stade Vélodrome[7]. Il y a donc un petit goût de revanche du côté Bordelais, d'autant qu'a Marseille, Bernard Tapie vient juste de reprendre le club, avec comme ferme intention de remporter la Coupe d'Europe et de faire concurrence au club Girondin, meilleur club français à ce moment-là. La finale s'annonce donc explosive et la 1ere mi-temps est une histoire de penalties, le 1er pour Bordeaux à la 25e minute, pour une faute de Jean-Pierre Bade sur Bernard Lacombe. Le tir en force d'Uwe Reinders est repoussé par Joseph-Antoine Bell. Le 2e penalty est pour Marseille juste avant la mi-temps pour un fauchage de Jean-Christophe Thouvenel sur Antoine Martinez. Abdoulaye Diallo le transforme et Marseille mène 1-0. En 2e période, les Girondins reviennent avec de meilleures intentions et égalisent rapidement à la 53e minute par Jean Tigana, après un centre en retrait de Bernard Lacombe contré par la défense marseillaise. Les Bordelais poussent mais Bell arrête tout. Lors des prolongations, à la 117e minute, les défenseurs marseillais, épuisés, laissent Tigana s'échapper sur la droite. Son centre trouve Alain Giresse, qui lobe Bell à l'entrée de la surface de réparation et donne l'avantage à son club formateur. Ce but est le dernier d'Alain Giresse sous le maillot bordelais et il offre la 2e Coupe de France de l'histoire du club girondin[8].

- 11 avril 1987, Bordeaux 3-0 Marseille : En plein sprint final, les deux équipes se disputent le titre et c'est l'OM qui débarque en leader sur la pelouse de Lescure. Mais ce match reste aussi connu pour le retour à Bordeaux d'Alain Giresse, dans son ancien stade, avec le maillot marseillais, pour la seule et unique fois. Claude Bez, vexé par la trahison de son ancien capitaine (transféré à Marseille en début de saison), va organiser une mise en scène pour son retour lors de ce match. Giresse n'est pas cité et son nom est remplacé par un point d'interrogation dans le magazine officiel du club girondin, des caricatures perçues comme des appels à l'agression (José Touré apparaissant comme un géant à côté d'Alain Giresse dans un autre journal)[9] et un plan anti-Giresse mis en place par les joueurs bordelais. Le match est plié en première mi-temps, Bordeaux inscrivant deux buts dans le premier quart d'heure (Fargeon 6e, Girard 12e)[10], Alain Giresse est maltraité par ses anciens coéquipiers à coups de provocations et de tacles par derrière, notamment de la part de Gernot Rohr, qui sera expulsé à la 22e minute avec Abdoulaye Diallo, qui a poussé le défenseur allemand par terre, provoquant une bagarre. A dix contre dix, les Bordelais se contentent ensuite de gérer leur avance, José Touré aggrave le score d'un lob sur Joseph-Antoine Bell à la 79e minute[11], seul éclair de génie d'un match triste dans l'ensemble. Sur le plan sportif, ce match permet aux Bordelais de repasser en tête d'un championnat qu'ils remporteront quelques journées plus tard. Sur le plan humain, Alain Giresse, choqué par le traitement qui lui a été réservé par ses anciens coéquipiers, ne rejouera plus jamais à Bordeaux avec le maillot de l'adversaire[12].

## D'un club à l'autre
Mis à jour le 4 juillet 2011
| Nom                | Poste      | FCGB      | FCGB | FCGB | OM        | OM   | OM   |
| Nom                | Poste      | Carrière  | Apps | Buts | Carrière  | Apps | Buts |
| ------------------ | ---------- | --------- | ---- | ---- | --------- | ---- | ---- |
| Grégory Sertic     | Milieu     | 2008/2017 | 181  | 7    | 2017-2020 | 23   | 0    |
| Alou Diarra        | Milieu     | 2007-2011 | 164  | 12   | 2011-2012 | 50   | 2    |
| Souleymane Diawara | Défenseur  | 2007-2009 | 76   | 3    | 2009-2014 | 90   | 6    |
| Cyril Rool         | Défenseur  | 2004-2005 | 31   | 2    | 2009-2010 | 2    | 0    |
| Mathieu Valbuena   | Milieu     | 2001-2002 | -    | -    | 2006-2014 | 192  | 21   |
| Camel Meriem       | Milieu     | 2002-2003 | 50   | 2    | 2003-2004 | 31   | 3    |
| David Sommeil      | Défenseur  | 2000-2003 | 76   | 1    | 2004-2005 | 13   | 0    |
| Jérôme Bonnissel   | Défenseur  | 1999-2003 | 98   | 0    | 2006-2006 | 5    | 0    |
| Laurent Batlles    | Milieu     | 1999-2002 | 101  | 6    | 2004-2005 | 65   | 11   |
| Patrick Blondeau   | Défenseur  | 1997-1998 | 9    | 0    | 1998-2001 | 72   | 0    |
| Sylvain Wiltord    | Attaquant  | 1997-2000 | 136  | 59   | 2009-2009 | 14   | 1    |
| Patrick Colleter   | Défenseur  | 1996-1997 | 30   | 1    | 1997-1999 | 41   | 0    |
| Cyril Domoraud     | Défenseur  | 1996-1997 | 31   | 1    | 1997-1999 | 57   | 1    |
| Peter Luccin       | Milieu     | 1996-1998 | 43   | 0    | 1998-2000 | 73   | 2    |
| Kaba Diawara       | Attaquant  | 1995-1998 | 60   | 14   | 1999-1999 | 15   | 0    |
| Yannick Fischer    | Défenseur  | 1993-1996 | 45   | 1    | 1998-2000 | 28   | 0    |
| Rolland Courbis    | Entraineur | 1992-1997 | -    | -    | 1997-1999 | -    | -    |
| Christophe Dugarry | Attaquant  | 1988-1996 | 207  | 40   | 1997-1999 | 63   | 13   |
| Bixente Lizarazu   | Défenseur  | 1987-1996 | 272  | 20   | 2004-2005 | 14   | 0    |
| Jean-Marc Ferreri  | Attaquant  | 1986-1991 | -    | -    | 1992-1996 | -    | -    |
| Alain Roche        | Défenseur  | 1985-1989 | 113  | 4    | 1989-1990 | 25   | 1    |
| Jean Tigana        | Milieu     | 1981-1989 | 251  | 11   | 1989-1991 | 76   | 1    |
| Alain Giresse      | Milieu     | 1970-1986 | 519  | 158  | 1986-1988 | 67   | 5    |

| Nom                | Poste     | OM        | OM   | OM   | FCGB      | FCGB | FCGB |
| Nom                | Poste     | Carrière  | Apps | Buts | Carrière  | Apps | Buts |
| ------------------ | --------- | --------- | ---- | ---- | --------- | ---- | ---- |
| Franck Jurietti    | Défenseur | 2002-2002 | 20   | 0    | 2003-2011 | 224  | 0    |
| Bruno Cheyrou      | Milieu    | 2004-2005 | 19   | 1    | 2005-2006 | 26   | 1    |
| Camel Meriem       | Milieu    | 2003-2004 | 31   | 3    | 2004-2005 | 32   | 6    |
| Stéphane Dalmat    | Milieu    | 1999-2000 | 43   | 1    | 2006-2007 | 16   | 1    |
| Christophe Dugarry | Attaquant | 1997-1999 | 66   | 13   | 1999-2002 | 80   | 14   |
| Laurent Fournier   | Milieu    | 1990-1991 | 17   | 2    | 1994-1995 | -    | -    |
| Éric Cantona       | Attaquant | 1988-1991 | 48   | 15   | 1989-1989 | 11   | 6    |
| Jean-Pierre Papin  | Attaquant | 1986-1992 | 244  | 185  | 1996-1998 | 57   | 22   |
| Marius Trésor      | Défenseur | 1973-1980 | 299  | 13   | 1980-1984 | 105  | 5    |
| Gunnar Andersson   | Attaquant | 1950-1958 | 220  | 169  | 1958-1960 | -    | -    |